# Bruno Marques
Bruno Henrique Marques Torres (Recife, Pernambuco, Brasil, 22 de febrero de 1999), conocido como Bruno Marques o Bruninho, es un futbolista brasileño que juega como delantero y su equipo es el F. C. Arouca de la Primeira Liga de Portugal.

## Trayectoria

### Inicios
Comenzó a impresionar cuando jugaba para la escuadra sub-19 de Lagarto. Hizo su debut con el primer equipo el 18 de febrero de 2018, jugando 25 minutos en la derrota por 0-1 del Campeonato Sergipano en condición de visitante ante el Freipaulistano.
Anotó su primer gol en la categoría absoluta el 24 de marzo de 2018, anotando el gol decisivo para la victoria en el último minuto de juego sobre Olímpico. En julio, fue cedido al Fluminense, pero pasó al equipo juvenil.

### Santos
En septiembre de 2018 fue cedido al Santos por el lapso de un año y fue asignado a la escuadra sub-20. El 9 de diciembre del año siguiente, su préstamo se extendió por una temporada más.
Bruno Marques comenzó la campaña 2020 con el equipo B, siendo el máximo goleador del Peixe en el Campeonato Brasileiro de Aspirantes con siete goles. Hizo su debut en el primer equipo y en la Série A, el 28 de noviembre de 2020 después de sustituir a Kaio Jorge en la segunda parte, marcó el tercero gol de su equipo en la victoria en casa por 4-2 ante Sport Recife.
Hizo su debut en la Copa Libertadores el 1 de diciembre de 2020, nuevamente reemplazando a Kaio Jorge en la derrota por 0-1 en casa contra Liga de Quito. A finales de mes, el club anunció la prórroga de su cesión hasta finales de febrero, con un contrato permanente de cuatro años concertado posteriormente, tras ejercer la cláusula de rescisión de R $ 600.000 reales brasileños de su contrato que se firmó el 1 de marzo. En ese año formó parte del plantel que fue subcamepeón de la Copa Libertadores.

## Clubes
| Club                  | País     | Año           |
| --------------------- | -------- | ------------- |
| Lagarto F. C.         | Brasil   | 2018-2019     |
| Santos F. C.          | Brasil   | 2020-presente |
| F. C. Arouca (cedido) | Portugal | 2022-         |